# Соснин, Иван
Иван Соснин (род. 12 ноября 1990, Кировград, Свердловская область) — российский кинорежиссёр, сценарист и монтажёр, директор компании «Red Pepper Film».

## Биография
Родился в 1990 году в городе Кировграде Свердловской области. С 13 до 18 лет жил в Невьянске (Свердловская область). Учился на металлургическом факультете УГТУ-УПИ (ныне Уральский федеральный университет). Со студенческих лет он начал работать в рекламном агентстве, где снимал рекламные ролики и музыкальные клипы. Сейчас[когда?] Иван Соснин живёт в Екатеринбурге и создаёт свои проекты в России и за рубежом.
Фильмография Ивана Соснина включает в себя более около двух десятков полнометражных и короткометражных работ.
Его фильмы отмечены на международных фестивалях: Sapporo Film Festival, Vancouver Film Festival, FilmFestival Cottbus, «Золотой единорог», а в 2019 году короткометражный фильм «Интервью» получил диплом Гильдии киноведов и кинокритиков на «Кинотавре» и в 2020 году стал лауреатом премии «Золотой орёл». В 2021 году в прокат вышел полнометражный альманах «Иваново счастье», в котором участвовали Федор Добронравов, Алексей Серебряков, Юлия Ауг, Кирилл Кяро, Антон Адасинский и другие.
Второй полнометражный фильм Ивана Соснина «Далёкие близкие» — роуд-муви, где отец и сын наконец-то по-настоящему узнают друг друга — вышел на экраны 29 сентября 2022 года. Этот проект стал одной из последних ролей Евгения Сытого. До выхода в прокат фильм был представлен публике в рамках XXX фестиваля российского кино «Окно в Европу», где получил первое место в зрительском голосовании.
Наиболее известен благодаря фильмам «Иваново счастье» и «Далёкие близкие». Также режиссёр таких фильмов, как «Интервью», «Чернильное море», «Большая восьмёрка», «Портрет мамы», «Урок экологии», «Невесомость», «Мамонты», «Москва-Владивосток» и «Голос моря». В 2024 году выпустил телесериал «Юг».

## Фильмография
| Название                        | Год  | Формат                   |
| ------------------------------- | ---- | ------------------------ |
| Дельфин — Кто твой друг         | 2024 | музыкальный клип         |
| Легенды наших предков           | 2025 | полнометражный фильм     |
| Пришелец                        | 2024 | полнометражный фильм     |
| Юг                              | 2024 | телесериал               |
| Мамонты                         | 2023 | телесериал (пилот)       |
| 30 секунд                       | 2023 | к/м фильм                |
| Дорога в облака                 | 2022 | к/м фильм                |
| Далёкие близкие                 | 2022 | полнометражный фильм     |
| Иваново счастье. Новые истории  | 2021 | полнометражный фильм     |
| Иваново счастье                 | 2021 | полнометражный фильм     |
| Чернильное море                 | 2021 | к/м фильм                |
| Невесомость                     | 2021 | к/м фильм                |
| Большая восьмёрка               | 2020 | к/м фильм                |
| Мумий Тролль — Космические силы | 2020 | музыкальный клип         |
| ДДТ — Доктор Лиза               | 2020 | музыкальный клип         |
| Москва-Владивосток              | 2019 | к/м фильм                |
| Любовь                          | 2019 | к/м фильм                |
| Урок экологии                   | 2019 | к/м фильм                |
| Главбух. История одной фирмы    | 2019 | полнометражный фильм     |
| Портрет мамы                    | 2019 | к/м фильм                |
| Дельфин — J2000.0               | 2019 | музыкальный клип         |
| Сансара — Майами                | 2019 | музыкальный клип         |
| За горизонт. Олимпийский огонь  | 2018 | к/м документальный фильм |
| Голос моря                      | 2018 | к/м фильм                |
| Свидание                        | 2018 | к/м фильм                |
| Интервью                        | 2018 | к/м фильм                |
| Огоньки                         | 2018 | к/м фильм                |
| Mgzavrebi — Пообещай            | 2017 | музыкальный клип         |
| За горизонт                     | 2017 | к/м документальный фильм |
| Гудбай, Америка!                | 2017 | к/м фильм                |
| Письмо                          | 2016 | к/м фильм                |